# Worth Dying For
Worth Dying For: The Power and Politics of Flags és un llibre de no ficció sobre vexil·lologia del periodista i autor britànic Tim Marshall, publicat el 2016 per l'editorial britànica Elliott & Thompson i el 2017 per l'estatunidenca Simon & Schuster amb el títol A Flag Worth Dying For: The Power and Politics of National Symbols.

## Contingut
El llibre descriu a través d'un seguit de banderes, el paper que aquestes han jugat al llarg de la història i en la marca d'una identitat. Detalla històries que hi ha al darrere d'algunes d'elles, així com el fet de la descoberta de la seda i la seva exportació a través de la ruta de la seda que va donar lloc a la seva popularització a tot el món. Els diferents capítols inclouen temes com la controvèrsia moderna al voltant de la bandera de guerra confederada; l'ús de la Union Jack per part de grups d'extrema dreta i la reclamació per part de ciutadans britànics de tots els grups ètnics, o l'adopció de l'actual bandera de Sud-àfrica després del final de l'apartheid. Un darrer capítol inclou banderes no estatals i d'organitzacions supraestatals com l'ONU, l'OTAN o la Creu Roja.
Capítols
1. The Stars and the Sripes: centrat en els Estats Units d'Amèrica, descriu la bandera dels Estats Units, les lleis, normes i codis que la regeixen i la protegeixen, la seva evolució, i com és percebuda pels seus ciutadans i pels estrangers; i la bandera de guerra confederada i la seva controvèrsia moderna.
2. The Union and the Jack: centrat en el Regne Unit, descriu la formació i orígens de les banderes del Regne Unit, Escòcia, Gal·les, Irlanda del Nord i Irlanda; i banderes actuals que encara mostren la Union Jack.
3. The Cross and the Crusades: centrat en Europa, descriu la formació i orígens de les banderes del consell d'Europa i Unió Europea, França, Alemanya i l'NSDAP; Itàlia i les repúbliques bonapartistes; els països nòrdics com Dinamarca, Suècia, Noruega, Finlàndia i Islàndia; Portugal; Àustria; els Països Baixos; i finalment les banderes amb els colors paneslaus com les banderes de Rússia (excepte el període de la Unió Soviètica) i Iugoslàvia i totes les repúbliques que la formaven.
4. Colours of Arabia: centrat en l'orient mitjà, descriu la formació i orígens dels colors de les banderes de la Rebel·lió Àrab i totes les seves deutores com són les dels EAU, Kuwait, Jordània i Palestina per una banda i les d'Egipte, Síria, el Iemen i l'Iraq; les de l'Aràbia Saudita; les banderes hereves del creixent lunar i l'estrella otomà com són les de Turquia, Algèria o Tunísia; i els casos de Líbia i Israel.
5. Flags of Fear: descriu i explica els estendards utilitzats per organitzacions terroristes com Estat Islàmic o Al-Xabab, Jabhat Fateh al-Sham, Hezbol·là, Hamàs, les brigades dels Màrtirs d'Al-Aqsa i d'Izz ad-Din al-Qassam.
6. East of Eden: centrat en Àsia central i oriental, descriu la formació i orígens de les banderes des estats sorgits de l'enfonsament de la Unió Soviètica com el Kazakhstan, el Bandera del Kirguizstan, el Turkmenistan i l'Uzbekistan; l'antiga bandera de l'Afganistan ja que es canvià el 2021; i les del Pakistan, l'Índia, el cas singular del Nepal, la Xina, Taiwan; les de Corea del Nord i Corea del Sud, i el Japó.
7. Flags of Freedom: centrat en l'Àfrica, descriu els colors del panafricanisme i les banderes adoptades pels països sorgits de la descolonització com són els casos d'Etiòpia, Ghana, Kenya, Moçambic, Uganda, Zàmbia; el cas de Libèria; els cas del Rastafarisme i Jamaica; Ruanda i Burundi; les Seychelles, Nigèria i Sud-àfrica.
8. Flags of Revolution: centrat en Amèrica Llatina, descriu els processos d'adopció de les banderes dels països sorgits de la Gran Colòmbia: Veneçuela, Equador i Bolívia; la Wiphala com a representació dels pobles indígenes dels Andes; Mèxic; les sorgides de la breu República Federal de Centreamèrica: Guatemala, Hondures, El Salvador, Costa Rica i Nicaragua; Panamà i la importància estratègica del canal; i finalment les del Brasil, Argentina i l'Uruguai.
9. The Good, the Bad and the Ugly: centrat en banderes no estatals, com la bandera pirata o Jolly Roger; la bandera blanca i els emblemes de la Creu Roja i de la Mitja Lluna Roja; l'OTAN, l'ONU i els moviments olímpic i LGBT; i l'origen de la bandera de carreres per excel·lència, la bandera a quadres blancs i negres.

## Crítica
Un article del diari USA Today va concloure que el llibre era "una nova explicació dels símbols que sovint donem per descomptats, i una profunda meditació sobre el que signifiquen les banderes per a aquells que les abracen o les refusen". Una ressenya del The New Yorker va anomenar el llibre "Ple de curiositats històriques i comentaris sobre esdeveniments actuals".